# Konětopy (Milín)
Konětopy jsou vesnice, část obce Milín v okrese Příbram ve Středočeském kraji. Nachází se asi dva kilometry severně od Milína. Vesnicí protéká Příbramský potok. Je zde evidováno 69 adres. V roce 2011 zde trvale žilo 184 obyvatel. Konětopy leží v katastrálním území Konětopy u Příbramě o rozloze 2,45 km².

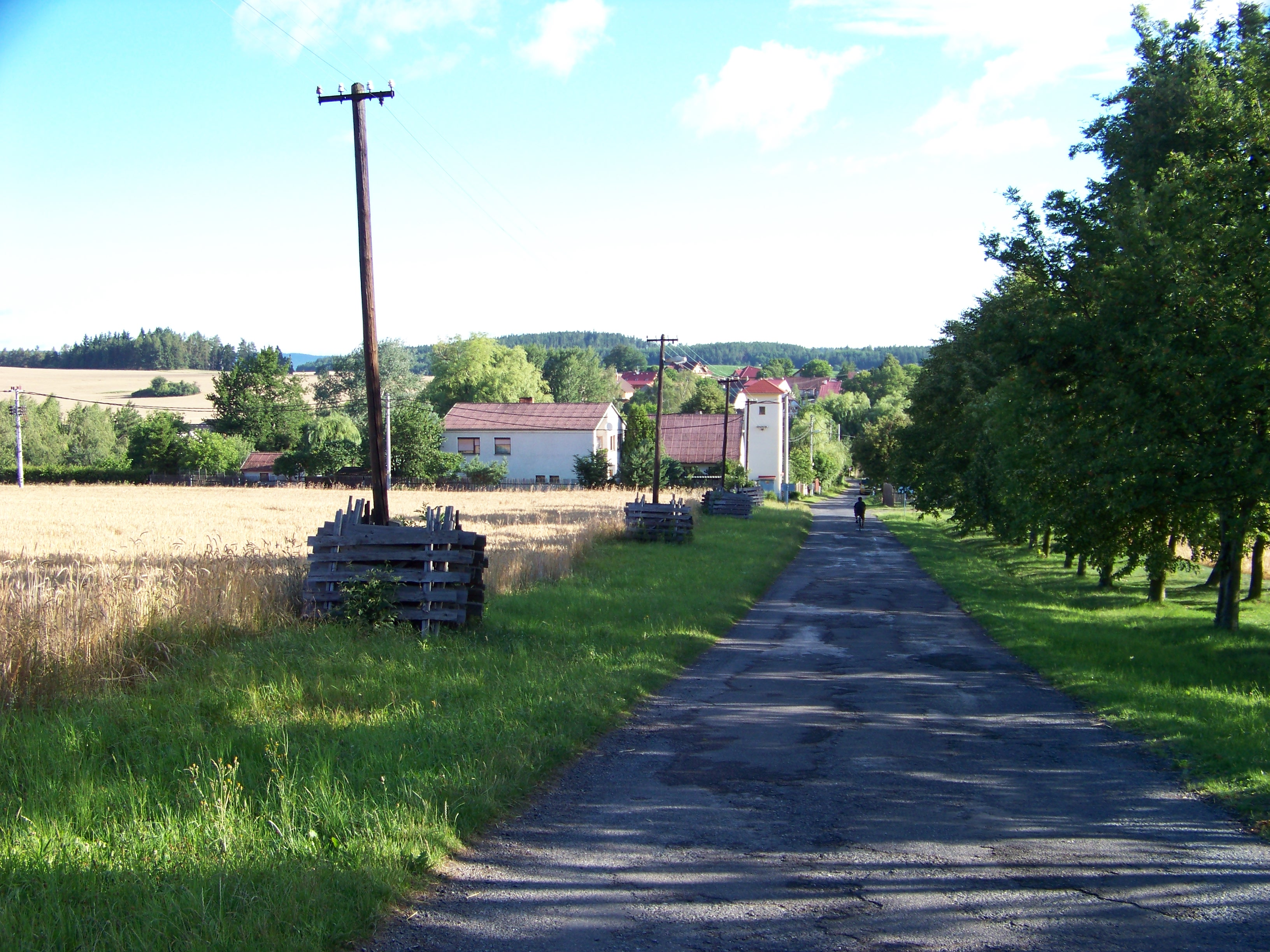
Konětopy v pohledu od Slivice

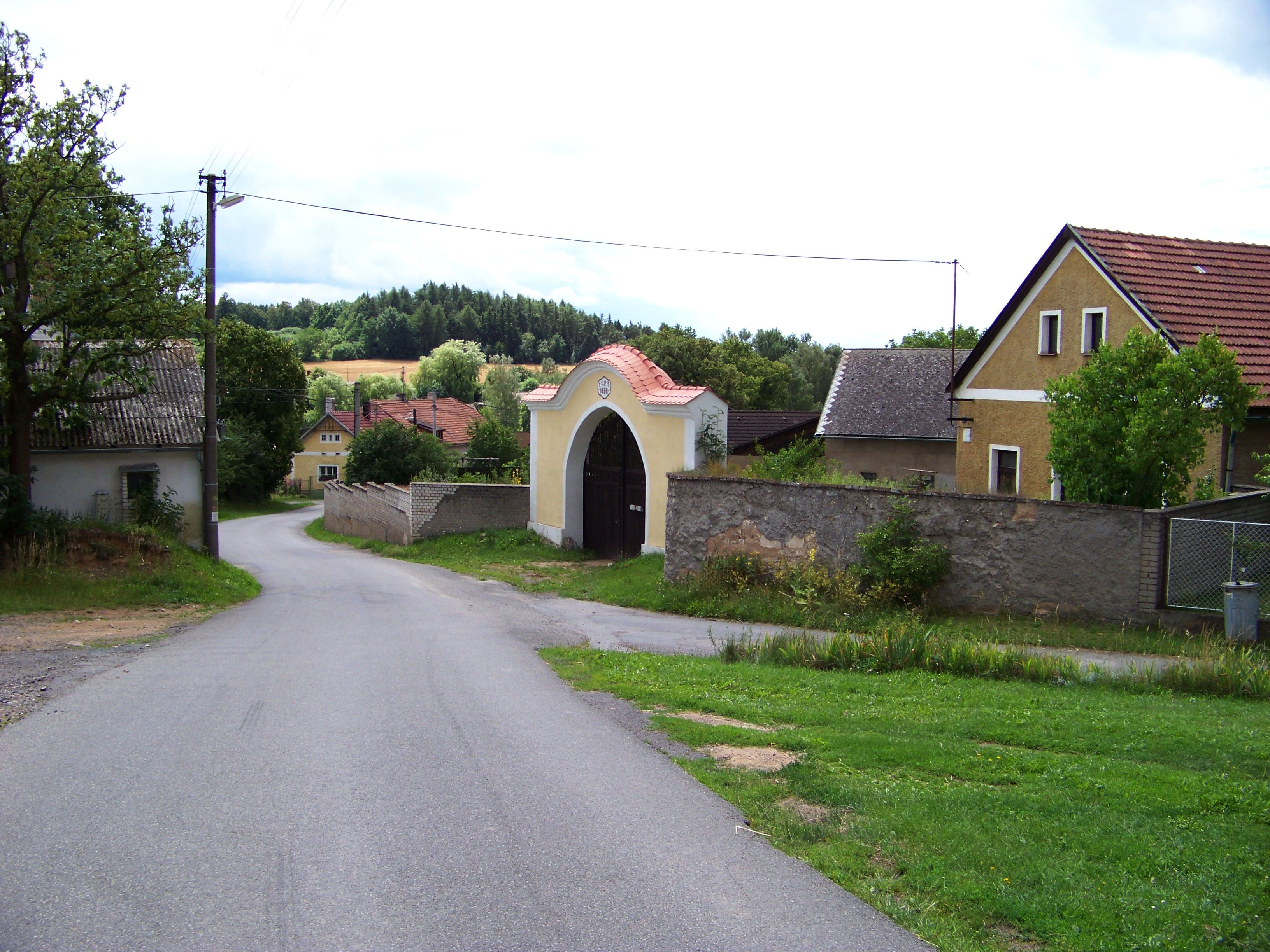
Stavení č. p. 8 u silnice III/11815

Přímo do Konětop zajíždí (stav k roku 2012) pouze jeden ranní školní autobusový spoj linky 300027 (SID D27) Příbram–Milín–Zalužany–Mirovice. V dosahu pěší docházky (kolem 0,5 km) jsou zastávky „Lešetice,,rozc.0.5“ a „Milín, Slivice“ na silnici I/66, kde zastavují spoje několika regionálních linek SID.

## Historie
První písemná zmínka o vesnici pochází z roku 1291.

## Obyvatelstvo
| Rok            | 1869 | 1880 | 1890 | 1900 | 1910 | 1921 | 1930 | 1950 | 1961 | 1970 | 1980 | 1991 | 2001 | 2011 | 2021 |
| -------------- | ---- | ---- | ---- | ---- | ---- | ---- | ---- | ---- | ---- | ---- | ---- | ---- | ---- | ---- | ---- |
| Počet obyvatel | 314  | 306  | 287  | 285  | 255  | 245  | 229  | 203  | 174  | 155  | 161  | 143  | 137  | 184  | 219  |
| Počet domů     | 37   | 37   | 37   | 39   | 43   | 46   | 48   | 55   | 51   | 48   | 48   | 51   | 53   | 69   | 74   |

## Obecní správa
Při sčítání lidu v letech 1850–1975 Konětopy byly samostatnou obcí v okrese Příbram. Od 1. ledna 1976 jsou částí obce Milín v okrese Příbram. V letech 1850–1879 k obci patřily Zavržice a v letech 1850–1975 také Jerusalem a Jesenice.